# Jeri-Show
Jeri-Show – tag team w wrestlingu, występujący w federacji World Wrestling Entertainment (WWE) w latach 2009–2010 oraz ze sporadycznymi występami w kolejnych latach. W skład drużyny wchodzili Big Show i Chris Jericho. Drużyna posiadała Unified WWE Tag Team Championship (2009).

## Kariera

### Początki i Unified WWE Tag Team Championi (2009–2010)
Na gali The Bash (2009)  dniu 28 czerwca 2009, Jericho i jego tag team partner Edge (występujący jako antagoniści) zdobyli tytuł Unified WWE Tag Team Championship (zunifikowane mistrzostwo, na które składały się pasy WWE World Tag Team Championship i WWE Tag Team Championship) jako niespodziewani przeciwnicy drużyn The Colóns (Carlito i Primo) oraz The Legacy (Cody Rhodes i Ted DiBiase Jr.) w triple threat tag team matchu. Niedługo potem Edge nabawił się kontuzji, zrywając ścięgno Achillesa co wyeliminowało go z dalszych występów. Jericho w następstwie wykorzystał lukę w umowie, która pozwoliła mu wybrać nowego tag team partnera na zastępstwo Edge’a.
W dniu 26 lipca 2009 podczas gali Night of Champions (2009) Jericho przedstawił swojego nowego partnera w drużynie, którym okazał się Big Show (obaj nadal występowali jako antagoniści). Najpierw pokonali The Legacy (Cody Rhodes i Ted DiBiase Jr.) broniąc tytułu Unified WWE Tag Team Championship. W ten sposób zarówno Big Show (należący do brandu Raw) jak i Jericho (należący do brandu SmackDown) mogli występować na obu brandach federacji WWE. Po zwycięstwie nad The Legacy, nowy tag team przedstawiający się jako Jeri-Show rozpoczął następnie rywalizację z Cryme Tyme (Shad Gaspard i JTG), broniąc tytułu Unified WWE Tag Team Championship na gali SummerSlam (2009), a kolejno we wrześniu 2009 na gali WWE Breaking Point po raz trzeci obronili pasy, wygrywając starcie z The World’s Strongest Tag Team (Montel Vontavious Porter i Mark Henry). W październiku 2009 na gali Hell in a Cell (2009) powtórzyli sukces broniąc po raz czwarty pasów przeciwko drużynie złożonej z Batisty i Reya Mysterio.
Podczas gali Survivor Series (2009) The Undertaker obronił pas World Heavyweight Championship w starciu typu triple threat match przeciwko Big Showowi i Chrisowi Jericho. Podczas walki obaj tag team partnerzy zwrócili się przeciwko sobie, pomimo wspólnej pracy przez większość meczu. 13 grudnia 2009 na gali TLC: Tables, Ladders & Chairs (2009) Jeri-Show utracili mistrzostwo Unified WWE Tag Team Championship na rzecz D-Generation X (Shawn Michaels i Triple H) kończąc tym samym panowanie nad tytułem po 140 dniach. Następnego dnia podczas odcinka Raw drużyna otrzymała nagrodę Slammy Award w kategorii Tag team roku. Podczas tego samego odcinka otrzymali walkę rewanżową o tytuły Unified WWE Tag Team Championship jednak drużyna D-Generation X szybko doprowadziła to własnej dyskwalifikacji, zachowując pasy mistrzowskie. Następnie w dniu 4 stycznia 2010 podczas odcinka Raw, Jeri-Show otrzymali kolejną szansę na zdobycie tego tytułu z dodatkową stypulacją, że jeśli Jeri-Show odniosą porażkę w walce, Chris Jericho „opuści Raw na zawsze”. Jeri-Show przegrało walkę z D-Generation X rozwiązując tym samym drużynę.
W styczniu 2010 Edge powrócił po kontuzji na gali Royal Rumble (2010) wygrywając Royal Rumble match i jednocześnie rozpoczynając rywalizację z Chrisem Jericho. Na początku lutego 2010 Big Show połączył siły w tag teamie z The Mizem tworząc drużynę ShoMiz.

### Nieoficjalne występy (2012–2016)
W dniu 9 lipca 2012 podczas odcinka Raw, Jeri-Show (jako antagoniści) wystąpili w walce tag teamowej przeciwko drużynie złożonej z Johna Ceny i Kane’a, jednak przegrali walkę przez dyskwalifikację.
W dniu 5 września 2014 na SmackDown, po raz kolejny pojawili się (występując jako protagoniści) w ten-man tag team matchu u boku Johna Ceny, Marka Henry’ego i Romana Reignsa przeciwko Kane’owi, Sethowi Rollinsowi i The Wyatt Family (Bray Wyatt, Erick Rowan i Luke Harper).
W dniu 28 stycznia 2016 podczas odcinka SmackDown, Big Show pomógł Jericho, Reignsowi i Deanowi Ambrose’owi w pokonaniu The Wyatt Family podczas ich ataku, czyniąc kolejny, nieoficjalny powrót Jeri-Show do telewizji.

### Tytuły i osiągnięcia
- World Wrestling Entertainment
  - World Tag Team Championship (1 raz)
  - WWE Tag Team Championship (1 raz)
  - Slammy Awards (1 raz)
    - Tag team roku (Tag Team of the Year; 2009)